# تاکاکو شیمازو
شیمازو تاکاکو (به ژاپنی: 島津貴子) (متولد ۲ مارس ۱۹۳۹) هفتمین و آخرین فرزند و پنجمین دختر امپراتور شووا است. پس از ازدواجش بر طبق رسم خانواده امپراتوری ژاپن، القابش را از دست داد و خانواده امپراتوری را ترک گفت.